# Єсін Дмитро Олександрович
Дмитро Олександрович Єсін (15 квітня 1980, Шахтарськ УРСР) — колишній російський футболіст українського походження, півзахисник. По завершенні ігрової кар'єри став футбольним тренером.
Насамперед відомий виступами під керівництвам Миколи Павлова у «Іллічівці» та «Ворсклі».

## Біографія

### Ігрова кар'єра
Вихованець московського «Спартака» та донецького «Шахтаря». Виступав за «Шахтар-2» і «Шахтар-3», проте пробитися в основну команду не зумів.
У 2002 році перейшов в маріупольський «Іллічівець». У вищій лізі деб'ютував 21 квітня 2002 року в матчі проти сімферопольської «Таврії» (3:1). 15 липня 2004 року дебютував у Кубку УЄФА в 1-м кваліфікаційному раунді в матчі проти єреванського «Бананца» (2:0). В наступномуматчі в гостях 29 липня 2004 року забив гол «Бананцу» (2:0).
В лютому 2008 року перейшов в полтавську «Ворсклу», за 100.000 євро. Куди незадовго до цього перейшов головний тренер «Іллічівця» Микола Павлов. 31 травня 2009 року разом з командою здобув кубок України, в фіналі «Ворскла» перемогла донецький «Шахтар» (1:0). 11 липня 2009 року взяв участь в матчі за Суперкубок України, де полтавчани поступилися київському «Динамо», по пенальті (4:2, основний час 0:0).
В кінці сезону 2011/12 завершив кар'єру футболіста.

### Тренерська кар'єра
На початку червня 2012 року приєднався до тренерського штабу «Іллічівця» (U-19).

### Особисте життя
Одружений, має сина Дем'яна.

## Статистика виступів
| Сезон     | Клуб       | Ліга         | Чемпіонат | Чемпіонат | Кубок | Кубок | Єврокубки | Єврокубки |
| Сезон     | Клуб       | Ліга         | Ігри      | Голи      | Ігри  | Голи  | Ігри      | Голи      |
| --------- | ---------- | ------------ | --------- | --------- | ----- | ----- | --------- | --------- |
| 1997-1998 | Шахтар-2   | Перша ліга   | 6         | 1         | 0     | 0     | —         | —         |
| 1998-1999 | Шахтар-2   | Перша ліга   | 20        | 0         | 0     | 0     | —         | —         |
| 1999-2000 | Шахтар-2   | Перша ліга   | 25        | 0         | 0     | 0     | —         | —         |
| 2000-2001 | Шахтар-2   | Перша ліга   | 32        | 0         | 0     | 0     | —         | —         |
| 2000-2001 | Шахтар-3   | Друга ліга   | 1         | 0         | 0     | 0     | —         | —         |
| 2001-2002 | Шахтар-2   | Перша ліга   | 16        | 0         | 0     | 0     | —         | —         |
| 2001-2002 | Шахтар-3   | Друга ліга   | 1         | 0         | 0     | 0     | —         | —         |
| 2001-2002 | Іллічівець | Вища ліга    | 8         | 0         | 0     | 0     | —         | —         |
| 2002-2003 | Іллічівець | Вища ліга    | 25        | 1         | 1     | 0     | —         | —         |
| 2003-2004 | Іллічівець | Вища ліга    | 25        | 1         | 4     | 1     | —         | —         |
| 2004-2005 | Іллічівець | Вища ліга    | 29        | 0         | 2     | 0     | 4         | 1         |
| 2005-2006 | Іллічівець | Вища ліга    | 26        | 0         | 5     | 0     | —         | —         |
| 2006-2007 | Іллічівець | Вища ліга    | 26        | 4         | 4     | 1     | —         | —         |
| 2007-2008 | Іллічівець | Перша ліга   | 15        | 1         | 4     | 0     | —         | —         |
| 2007-2008 | Ворскла    | Вища ліга    | 12        | 2         | 0     | 0     | —         | —         |
| 2008-2009 | Ворскла    | Прем'єр-ліга | 27        | 2         | 4     | 0     | —         | —         |
| 2009-2010 | Ворскла    | Прем'єр-ліга | 25        | 1         | 1     | 1     | 2         | 1         |
| 2010-2011 | Ворскла    | Прем'єр-ліга | 21        | 2         | 2     | 0     | —         | —         |
| 2011-2012 | Ворскла    | Прем'єр-ліга | 7         | 0         | 1     | 0     | 2         | 0         |

## Досягнення
- Володар Кубка України: 2008/09